# Raheem Brock

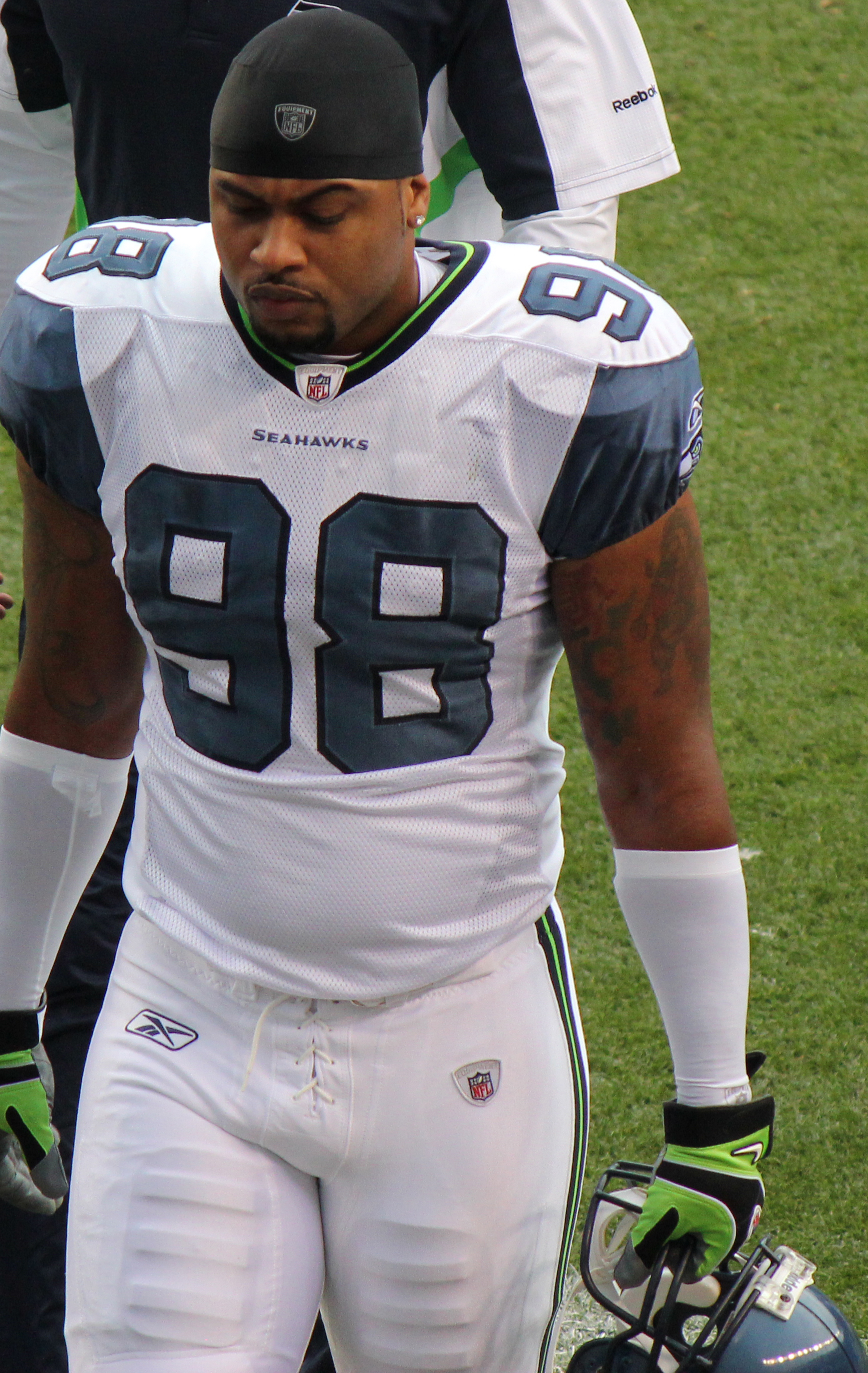
Brock em 2011.

Raheem Fukwan Brock (10 de junho de 1978, Filadélfia, Pensilvânia) é um ex jogador de futebol americano que atuava na posição de Defensive End pelo na NFL. Ele estudou na Dobbins High School em Filadélfia no estado americano da Pensilvânia. Mais tarde ele jogou futebol universitário na Universidade Temple por 4 anos onde começou 33 jogos como titular fazendo 160 tackles e 11 sacks.

## NFL
Raheem Brock foi selecionado no draft da NFL em 2002 pelo Philadelphia Eagles, mas foi cortado por falta de dinheiro no salary cap. Pouco depois, Brock assinou um contrato com o Indianapolis Colts e começou atuando como Defensive Tackle mas alguns anos depois voltou a sua função de DE. Se destacando como um pass rusher de talento, Brock firmou-se como titular na defesa dos Colts sendo decisivo na conquista do Super Bowl XLI em 2007.
Brock foi liberado pelos Colts em 5 de março de 2010, e assinou com os Titans em 12 de agosto do mesmo ano. Mas em 5 de setembro o jogador foi dispensado. No dia seguinte ele assinou com o Seattle Seahawks. Foi dispensado do time em 2012.

### Números da carreira
- Tackles: 347;
- Sacks: 40,5;
- Fumbles forçados: 13